# Кулон
Кулон (енгл, фр. coulomb; симбол: C) је СИ јединица наелектрисања и дефинише се као количина наелектрисања коју пренесе електрична струја јачине једног ампера за једну секунду. Кулон је 6,241506×1018 пута већи од наелектрисања једног електрона. Кулон је добио назив по Шарл-Огистен де Кулону.
Историјски је кулон дефинисан као наелектрисање које се испоручује електричном струјом од једног ампера у једној секунди, при чему је ампер дефинисан као струја потребна за генерисање магнетне силе од 0,2 микроњутна по метру између 2 паралелне жице удаљене 1 метар. Према редефинисању основних јединица СИ из 2019. године, које је ступило на снагу 20. маја 2019. године, елементарном наелектрисању је додељена тачна вредност од 1,602176634×10−19 C, чинећи кулон тачно 1/(1,602176634×10−19) = 1019/1,602176634 елементарних набоја. Исти број електрона има исту величину, али супротан знак наелектрисања, односно наелектрисање од -1 C. Ово чини кулон једном од ретких СИ јединица које зависе од вредности само једне од константи која дефинише СИ. Упркос томе, кулон је помало нескладно, и даље класификован као изведена јединица, а ампер је и даље класификован као основна јединица СИ.

## Име и нотација
Кулон је добио име по Шарл-Огистен де Кулону. Као и код сваке СИ јединице која је названа по особу, њен симбол почиње великим словом (C), али када је написан у целости, следи правила за писање великим словом заједничких именица; тј. „кулон” се пише великим словом на почетку реченице и у насловима, док се иначе пише малим словом.

## Дефиниција
СИ дефинише кулон у смислу ампера и секунде: 1 C = 1 A × 1 s. Редефинисање ампера и других основних јединица СИ из 2019. фиксирало је нумеричку вредност елементарног наелектрисања када је изражено у кулонима, и стога је фиксирало вредност кулона када је изражен као вишекратник основног наелектрисања (нумеричке вредности тих величина су мултипликативне инверзне вредности једни од других). Ампер се дефинише узимањем фиксне нумеричке вредности елементарног наелектрисања e на 1,602176634×10−19 кулона. Ампер је раније дефинисан у смислу две жице бесконачног опсега.
Дакле, 1 кулон је тачно
{\displaystyle {\begin{alignedat}{2}1~\mathrm {C} &={\frac {1}{1.602\,176\,634\times 10^{-19}}}~e\\[0.9ex]&={\frac {1}{1.602\,176\,634}}\times 10^{19}~e\\[0.9ex]&={\frac {10^{28}}{1\,602\,176\,634}}~e\\[0.9ex]&={\frac {5\times 10^{27}}{801\,088\,317}}~e\qquad {\text{ (written in lowest terms) }}\\[0.9ex]&=6\,241\,509\,074\,460\,762\,607+{\tfrac {621\,837\,581}{801\,088\,317}}~e\\\end{alignedat}}}
елементарних набоја где је {\displaystyle {\tfrac {621\,837\,581}{801\,088\,317}}={\tfrac {621\,837\,581}{3^{2}\times 19\times 389\times 12\,043}}\approx 0.776\,24\ldots } и бројилац {\displaystyle 621\,837\,581} је прост број. Дакле, један кулон је наелектрисање од приближно 6241509074460762607,776 елементарних наелектрисања, где је број реципрочан од 1,602176634×10−19 C. Немогуће је реализовати тачно 1 C наелектрисања, пошто број елементарних наелектрисања није цео број.
До 1878. Британско удружење за унапређење науке дефинисало је волт, ох и фарад, али не и кулон. Године 1881, Међународни електрични конгрес, сада Међународна електротехничка комисија (IEC), одобрио је волт као јединицу за електромоторну силу, ампер као јединицу за електричну струју и кулон као јединицу електричног набоја. У то време, волт је дефинисан као разлика потенцијала, тј. оно што се данас назива „напон”, преко проводника када струја од једног ампера распрши један ват снаге. Кулон (касније „апсолутни кулон” или „абкулон” за вишезначност) је био део EMU система јединица. „Међународни кулон” заснован на лабораторијским спецификацијама за његово мерење увео је IEC 1908. Читав скуп „репродуктибилних јединица” је напуштен 1948. и „међународни кулон” је постао модерни кулон.

## Алтернативна дефиниција
Пошто су Џозефсоновој и фон Клицинговој константи дате конвенцијом утврђене вредности, могуће је да се комбинују ове вредности (KJ ≡ 4,835 979×1014 Hz/V и RK ≡ 2,5812807×104 Ω) како би се створила алтернативна (не још званична) дефиниција кулона. Тада је кулон тачно 6,24150962915265×1018 елементарног наелектрисања.

## СИ префикси
Као и друге СИ јединице, кулон се може модификовати додавањем префикса који га множи са степеном од 10.
| Подумношци                       | Подумношци | Подумношци |          | Умножци   | Умножци    | Умножци |
| Вредност                         | СИ симбол  | Назив      | Вредност | СИ симбол | Назив      |         |
| 10−1 C                           | dC         | децикулон  | 101 C    | daC       | декакулон  |         |
| 10−2 C                           | cC         | центикулон | 102 C    | hC        | хектокулон |         |
| 10−3 C                           | mC         | миликулон  | 103 C    | kC        | килокулон  |         |
| 10−6 C                           | µC         | микрокулон | 106 C    | MC        | мегакулон  |         |
| 10−9 C                           | nC         | нанокулон  | 109 C    | GC        | гигакулон  |         |
| 10−12 C                          | pC         | пикокулон  | 1012 C   | TC        | теракулон  |         |
| 10−15 C                          | fC         | фемтокулон | 1015 C   | PC        | петакулон  |         |
| 10−18 C                          | aC         | атокулон   | 1018 C   | EC        | ексакулон  |         |
| 10−21 C                          | zC         | зептокулон | 1021 C   | ZC        | зетакулон  |         |
| 10−24 C                          | yC         | јоктокулон | 1024 C   | YC        | јотакулон  |         |
| Уобичајени умношци су подебљани. |            |            |          |           |            |         |

## Конверзије
- Величина електричног наелектрисања једног мола елементарних наелектрисања (приближно 6,022×1023, Авогадро број) је позната као фарадејева јединица наелектрисања (уско повезана са Фарадејевом константом). Један фарадан је једнак 96485,33212... кулона.[14] У смислу Авогадро константе (NA), један кулон је једнак приближно 1,036×10−5 mol × NA елементарних наелектрисања.
- Кондензатор од једног фарада може задржати један кулон при паду од једног волта.
- Један ампер сат је једнак 3600 C, дакле 1 mA⋅h = 3.6 C.
- Један статкулон (statC), застарела CGS електростатичка јединица наелектрисања (esu), је приближно3.3356×10-10 C или око једне трећине нанокулона.

## У свакодневној употреби
- Наелектрисања у статичком електрицитету услед трљања материјала су обично неколико микрокулона.[15]
- Количина наелектрисања која путује кроз муњу је типично око 15 C, иако за велике ударе то може бити и до 350 C.[16]
- Количина наелектрисања које путује кроз типичну алкалну АА батерију[17][18] од потпуног пуњења до пражњења је око 5 kC = 5000 C ≈ 1400 mA⋅h.[19]
- Типична батерија паметног телефона може да држи 10,800 C ≈ 3000 mA⋅h.